# Pertusaria brattiae
Pertusaria brattiae är en lavart som beskrevs av Lumbsch & T. H. Nash. Pertusaria brattiae ingår i släktet Pertusaria och familjen Pertusariaceae.   Inga underarter finns listade i Catalogue of Life.